# Ice Haven
Ice Haven és un còmic de Daniel Clowes publicat en llengua castellana per Random House Mondadori en una edició de tapa dura i mida apaïsada de 20x13'8 cm. De fet, es tracta d'un re-muntatge d'un material del mateix autor aparegut al 22è número de la revista Eightball.

## Intents de definir el que és un còmic
Si bé és difícil de definir el que és un còmic, l'autor sembla tenir-ho clar quan ens diu que és un llenguatge pictogràfic en el que conflueixen tant la interioritat cap a la que la prosa tendeix, com l'exterioritat de les imatges pròpies del cinema. I així, crea un neologisme tot definint el còmic com una Pictorrecopilació narraglífica.

## Contextualització bibliogràfica

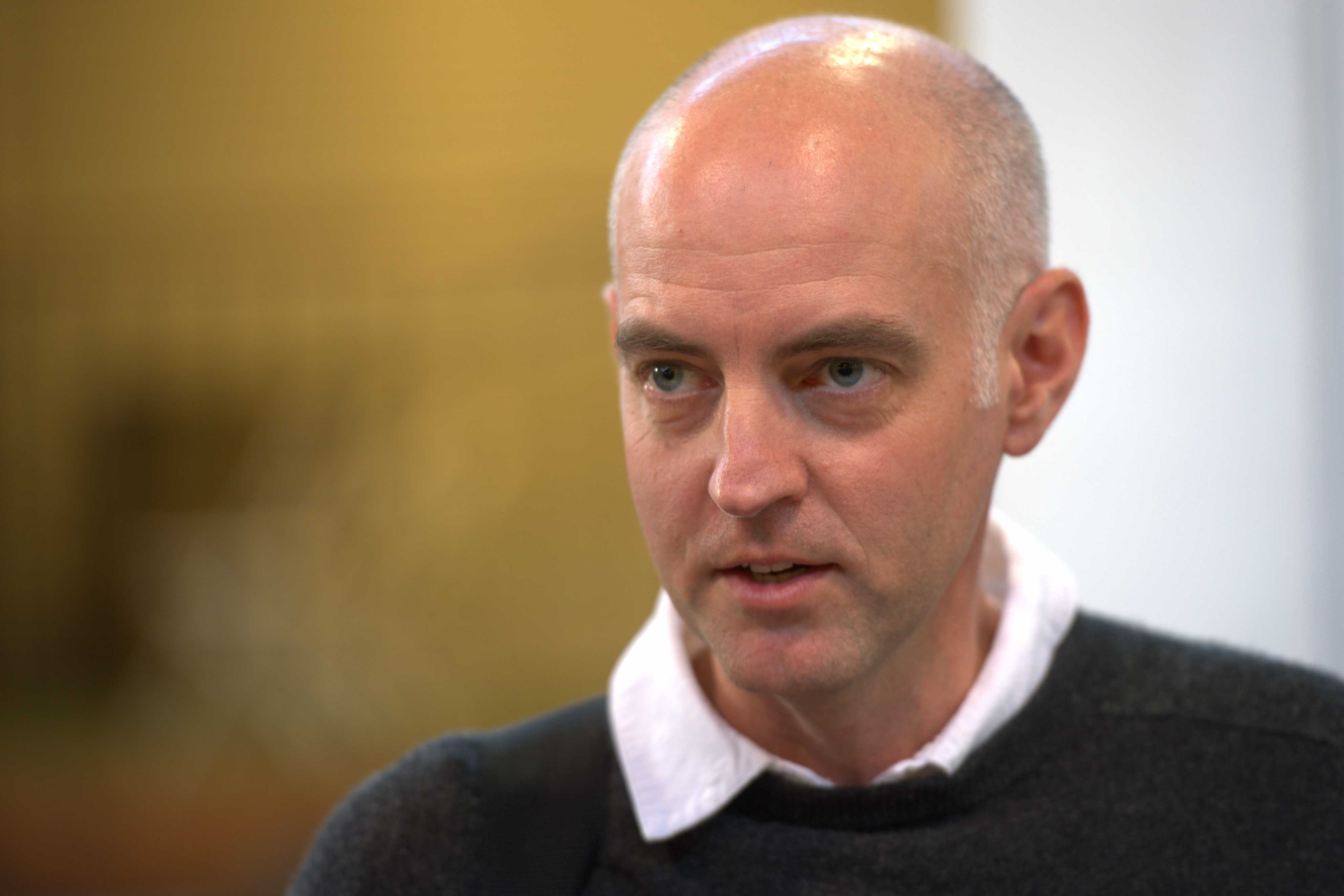
Imatge del polifacètic Daniel Clowes

Dintre l'obra de l'autor, Ice Haven es compta entre les seves últimes creacions. Si bé ha col·laborat tant en cinema com en el món de la publicitat, consignarem aquí tan sols els seus còmics, indicant en cada cas si existeix o no l'edició catalana.
Como un guante de seda forjado en hierro
Lloyd Llewellyn Collection (1989) 
Pussey!
Orgy Bound
Lout Rampage!
Ghost World (Eightball #11-#18) 
Caricature Compilation of several Eightball short stories and one story ("Green Eyeliner") that appeared in Esquire 
David Boring (Eightball #19-#21) 
Twentieth Century Eightball Compilation of several Eightball short stories 
Ice Haven Reformatted and expanded version of the experimental, multilayered narrative in Eightball #22 

## Estil
Per mostrar el caràcter caleidoscòpic de la realitat, l'autor crea un trenca-closques de 31 peces, on cada personatge és protagonista de la seva pròpia tira còmica. Això li permet a Clowes desplegar una variada gamma de registres, tant a nivell literari (llenguatge col·loquial, culte, epistolar, periodístic) com gràfic (homenatjant l'estructura de les tires dominicals dels diaris nord-americans, ens ofereix un ampli ventall cromàtic i estilístic que va des de les tires de Peanuts, fins a les tècniques pròpies del còmic contemporani).

## Personatges
- DAVID GOLBERG: Melancòlic nen pel-roig, vestit amb un perpetu jersey d'angorina groc i uns pantalons de xandall gris. La seva desaparició sera el McGuffin de la historia. No obre la boca en tot el volum i quan ho fa és per recitar els versos següents: <<Llorad por este exánime chico; aliviad los cortes del hacha lacerante del leñador con vuestro himno>>.

- ICE HAVEN: Paisatge físic i emocional pel que transiten els personatges de Clowes. Un refugi de gel on tota esperança sembla quedar congelada.

- LEOPOLD I LOEB: protagonitzen un llibre dintre del llibre. Van existir realment; dos joves i brillants estudiants que, l'any 1924, van decidir-se a cometre l'assassinat perfecte, tot matant a Bobby Franks, un noi que per casualitat va creuar-se al seu camí. El fet va inspirar diverses pel·lícules entre les quals destaquen: La soga (1948) d'Alfred Hitchcock, Compulsió (1959) de Richard Fleischer i Swoon (1992) de Tom Kalin. Al còmic que comentem, Clowes -que casualment va néixer a prop del crim real- es serveix del succés per sacsejar l'imaginari d'un poble que veu en el segrest de Golberg, reminiscències del que anys enrere el va succeir a Bobby Franks.

- MR.AMES: És el personatge encarregat d'investigar la desaparició del David Golberg. La subtilesa amb la que es parla de la seva gelosia, es troba entre el millor de l'obra.

- HARRY NAYBORS: Crític de còmics dintre del còmic, cosa que crea un productiu joc metatextual.Al final de l'obra, comentarà el còmic que acabem de llegir, el contextualitzarà dintre les creacions de l'autor i es desmarcarà d'aquest tot anunciant que no és el seu esperat alter-ego. Intentat esbrinar el perquè del seu propi personatge ens increparà als lectors: Creus que li agrado a l'autor?

- NENS: Els nens que passegen per les pàgines color salmó d'Ice Haven (n'hi ha de molts colors però les de color salmó són les que protagonitzen els nens) recorden vivament els que protagonitzen alguns llibres de Mishima (el Mizoguchi de El pavelló d'or o el Noboru de El mariner que va perdre la gràcia del mar). Parlen entre ells com adults tot disertant sobre temes com l'eugenèsia, el natural i l'artificial, la intensitat del desig amorós... Però tot aquest món interior queda vedat als adults, davant dels quals es presenten com a nens normals i corrents.

- VIDA: Jove escriptora amb talent, neta de la premiada poeta local (ida Wentz). Escriu un fanzine de bellesa tan enlluernadora que eclipsa les esperances d'un pobre aspirant a escriptor: Random Wilder. Vida sera un dels pocs personatges positius de transiten per les pàgines d'Ice Haven. Al final de la historia la deixem marxant cap a Hollywood, fugint així del refugi de gel que empresona els personatges.

- VIOLET: Adolescent desubicada, tant a nivell literal com metafòric. Els continus canvis de domicili i padrastre, no la deixen establir-se ni física ni emocionalment. Clowes la premia amb el sommi d'un príncep blau i la castiga amb la freda, dura i crua realitat.

- IDA WENTZ: Premiada poeta local. Aquesta adorable velleta no és res més que el contrapunt del cregut, pedant i fracassat Random Wilder.

- RANDOM WILDER: Antagonista d'Ida Wentz, el senyor Wilder se'ns presenta com el dolent de la historia: un ésser amb ínfules de talentós poeta, amargat per un fracàs que considera injustificat. De la seva mà, comença el lector a recórrer els carrers d'Ice Haven.